# Favila

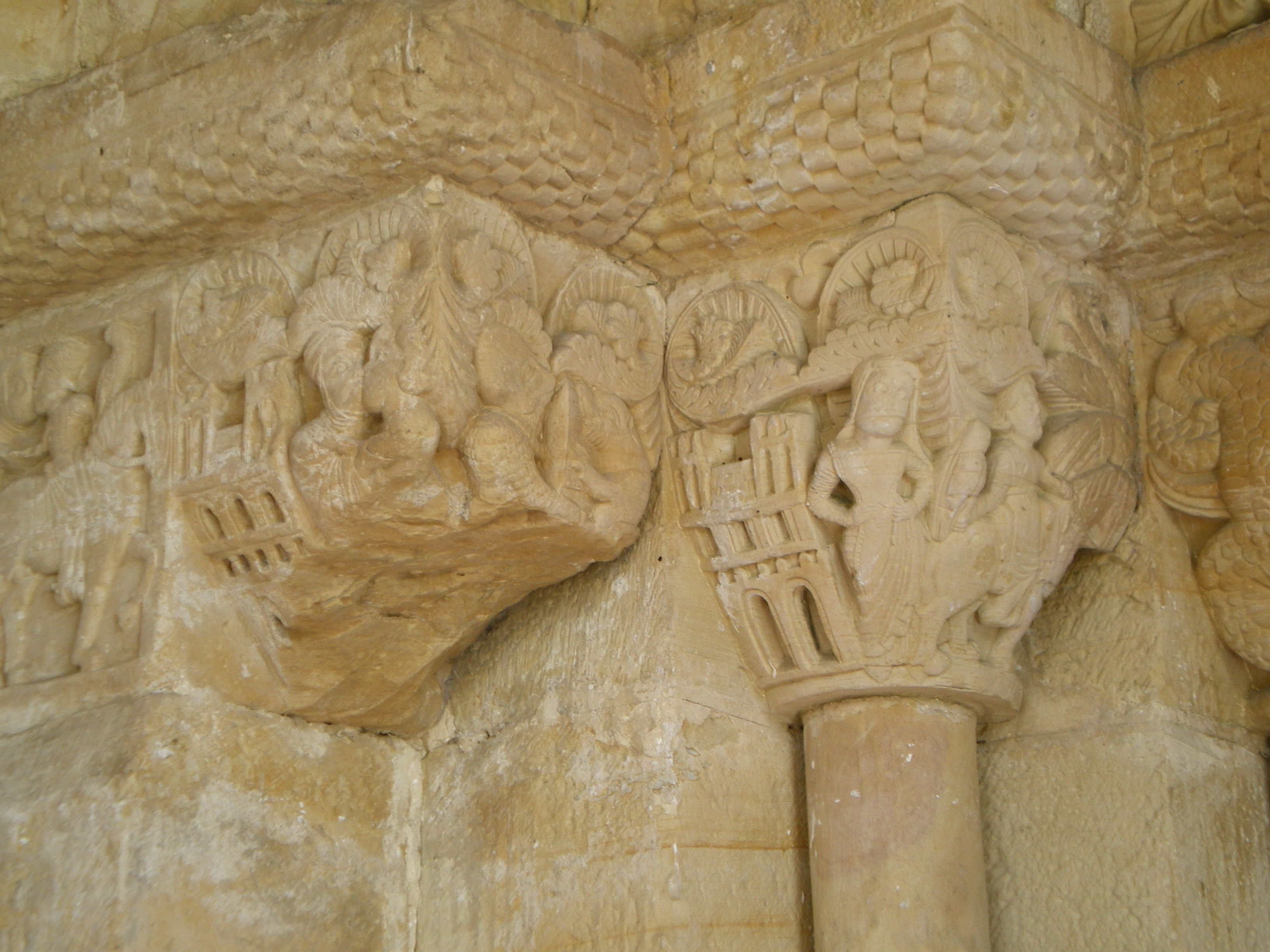
Dettaglio del portone del Monastero romanico di San Pedro de Villanueva del XII secolo (non lontano da Cangas de Onís) in cui è narrato l'ultimo giorno di vita del re Favila: da sinistra a destra: partenza per la caccia e bacio alla moglie Froleba sulla porta del palazzo, caccia con il falcone e, non inquadrato dalla foto, la lotta con l'orso.

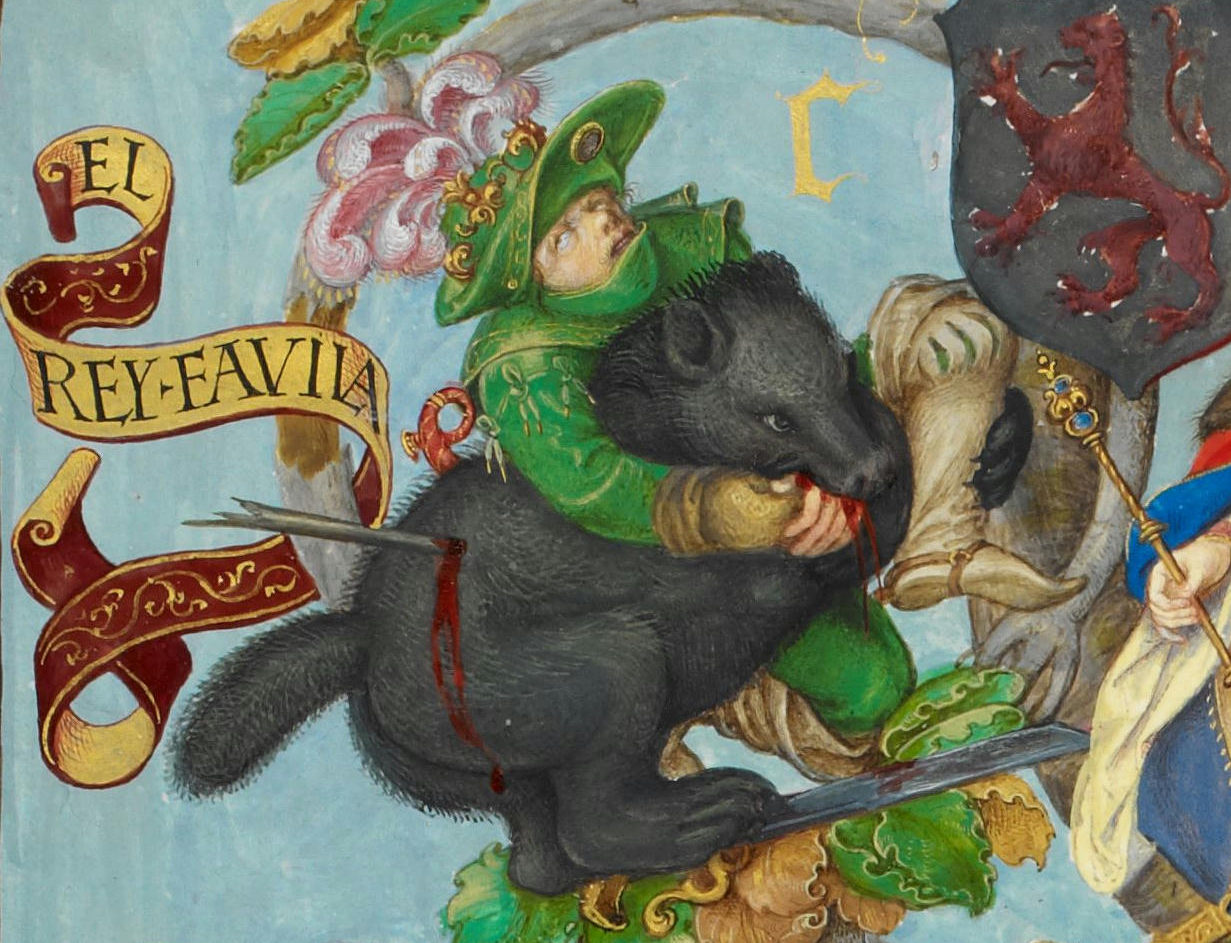
Particolare dell'albero genealogico dei sovrani delle Asturie conservato alla British Library, in cui viene ritratto il principe Favila (qui chiamato re) mentre viene ucciso, secondo la leggenda, da un orso.

Favila di Pelagio (Favila anche in spagnolo, Fàfila in catalano, Fávila in galiziano e in portoghese; 715 circa – Cangas de Onís, 739) è stato il secondo principe delle Asturie dal 737 al 739.

## Origine
Favila era figlio del principe delle Asturie Pelagio e di sua moglie Gaudiosa, di cui non si conoscono gli ascendenti, come viene riportato nel Sebastiani Chronicon.

In giallo il regno delle Asturie, comprendente il ducati di Cantabria, alla morte di Favila.

Secondo la leggenda Pelagio era un nobile, figlio del duca Favila e nipote del re visigoto Chindasvindo; secondo il principe dei genealogisti spagnoli, Luis de Salazar y Castro, nella sua Historia Genealógica de la Casa de Lara, Volume 1 riporta che Pelagio era figlio del duca di Cantabria, Favila, fratello del re dei Visigoti Chindasvindo; anche la Cronica de Alfonso III conferma che Pelagio era figlio di Favila, di stirpe reale; mentre il Chronicon Albeldense riporta che Pelagio era figlio di Veremondo e nipote del re dei Visigoti Roderico.

## Biografia
Secondo La web de las biografias Favila fu al seguito del padre, Pelagio, durante le operazioni militari, dopo la battaglia di Covadonga.
Suo padre Pelagio, che non si proclamò mai re, aveva stabilito il governo e la corte a Cangas de Onís, dove morì nel 737, dopo diciannove anni di regno, e fu sepolto nella chiesa di Santa Eulalia ad Abamia (territorio Cangas in ecclesia Sanctæ Eulaliæ de Velapnio), che egli aveva fondato, nei dintorni di Cangas de Onís come riporta il Sebastiani Chronicon.

Alla morte del padre, Favila gli succedette, come confermano sia il Sebastiani Chronicon, che il Chronicon Albeldense, la Cronica de Alfonso III e la Cronica Rotensis.

Favila, fu il successore politico di suo padre nel territorio asturiano, mantenendo il titolo di principe.
Governò per soli due anni, morendo prematuramente, secondo la leggenda, a causa delle ferite che aveva riportato nella lotta con un orso, che aveva affrontato, durante una partita di caccia, con il solo coltello.

La morte causata dall'orso viene confermata da tutte le cronache.
La cosa più probabile fu invece che fu un assassinato dalla nobiltà che poté eleggere un nuovo principe: suo cognato Alfonso duca di Cantabria, sposato con sua sorella Ermesinda, che divenne re del Regno delle Asturie, come viene confermato da tutte le cronache, e, per la prima volta, di farsi chiamare re.
Favila fu sepolto accanto a sua moglie Froleba nella chiesa della Santa Croce fatta erigere da Favila stesso, nel 737) a Cangas de Onís, capitale del regno, come riporta il Sebastiani Chronicon.

## Matrimonio e discendenza
Favila aveva sposato Froleba, di cui non si conoscono gli ascendenti, citata nel Sebastiani Chronicon.

Favila dalla moglie Froleba non risulta aver avuto figli.

Favila e Froleba, a quanto risulta dalle iscrizioni nella fondazione della chiesa della Santa Croce, però avevano avuto dei figli di cui non si hanno altre notizie, ma che secondo il Diccionario biográfico español, Real Academia de la Historia furono esclusi dalla successione sul trono a favore del loro zio, Alfonso.

### Fonti primarie
- (LA)  Anastasii abbatis opera omnia;
- (LA)  Cronica Rotensis;
- (LA)  Cronica de Alfonso III;
- (LA)  #ES España sagrada, Volumen 13;
- (ES)  #ES Historia Genealógica de la Casa de Lara.

### Letteratura storiografica
- Rafael Altamira, Il califfato occidentale, in La fine del mondo antico, collana «Storia del mondo medievale», II volume, 1999  [1978],  pp. 477–515, SBN RAV0065633.